# İsmayıllı
İsmayıllı (ook: Ismayilly) is een stad in Azerbeidzjan en is de hoofdplaats van het district İsmayıllı.
De stad telt 15.300 inwoners (01-01-2012).